# اریش ناومان
اریش ناومان (به آلمانی: Erich Naumann) (۲۹ آوریل ۱۹۰۵ – ۷ ژوئن ۱۹۵۱) یک نظامی بلندپایه آلمانی در دوره رایش سوم بود.

## اوایل زندگی و فعالیت
وی در ۲۹ آوریل ۱۹۰۵ در مایسن زاده شد. در نوامبر ۱۹۲۹ به حزب نازی پیوست. در سال ۱۹۳۳ به اس‌آ پیوست و پس از آن به یک مقام رسمی و افسر پلیس تبدیل شد. در سال ۱۹۳۵ به اس دی پیوست. وی از از نوامبر ۱۹۴۱ تا فوریه یا مارس ۱۹۴۳ فرمانده گردان بی (B) نیروهای اقدام ویژه در لهستان و بلاروس بود.

## پس از جنگ
وی در در دادگاه آینزاتس‌گروپن به جرم جنایت علیه بشریت و جنایت جنگی به مرگ محکوم شد و کمی پس از نیمه شب ۷ ژوئن ۱۹۵۱ به دار آویخته شد.